# De betoverde prinses
De betoverde prinses of kortweg De betoverde prinses is het 37ste verhaal uit de Bommelsaga, geschreven en getekend door Marten Toonder. Het verhaal verscheen voor het eerst op 14 september 1949 en liep tot 30 december van dat jaar.
Het thema is "een dame is geen heer".

## Samenvatting
Heer Bommel doet een poging om de draak Kaspar, die een kasteel in de Dode Bomen Vallei bewaakt, te verslaan en de gevangen prinses Berta daarbij te redden. Als Heer Bommel per toeval in het kasteel van de prinses belandt, wordt hij door de prinses abusievelijk voor haar redder aangezien. De draak is inmiddels afgeleid door toedoen van Wammes Waggel en Super en Hieper. Berta wordt na haar bevrijding meegenomen naar het kasteel Bommelstein. 
De relatie die daarna ontstaat bevalt Heer Bommel echter steeds minder. Uiteindelijk wil de prinses weer terug naar haar oude kasteel, zonder hem, maar wel weer met Kaspar.

## Achtergronden/trivia
- De draak Kaspar had eerder een centrale rol in Kaspar de draak, een verhaal uit 1942.
- In het hele verhaal komt niet voor dat de prinses betoverd is. Daarnaast is ze opvallend arm voor een prinses, want ze is belust op geld, en op geld van iemand anders uitgeven.